# Hydractive
Die Hydractiv ist ein auf der Hydropneumatik aufbauendes Federungssystem für Pkw des französischen Automobilherstellers Citroën. Sie realisierte erstmals eine Federung mit elektronisch kontrollierter, variabler Feder- und Dämpfungsabstimmung.

## Geschichte
Hydractiv wurde 1988 im Konzept Citroën Activa vorgestellt und 1989 mit dem Citroën XM in Serienproduktion eingeführt. Im Jahr 1993 kam im Citroën Xantia die neue Generation Hydractiv II mit dreifacher Rechenleistung auf den Markt, die ab 1994 auch in der zweiten Serie des XM eingesetzt wurde.

## Funktion
Das Ziel war es, eine variable  Federungshydraulik-Abstimmung zu realisieren. In den meisten Ausführungen kann das System zwischen zwei Abstimmungen variieren, sodass es bei normaler Fahrt weich und komfortabel gefedert ist, in erforderlichen Situationen jedoch straff wird, um ungewünschte Aufbau-Bewegungen wie Wanken, Stampfen Neigung zu minimieren.
Gegenüber der konventionellen Hydropneumatik ist dazu an jeder Achse eine zusätzliche Federkugel, offiziell als Regulator bezeichnet, eingebaut. Sie wird von einem elektronischen Steuergerät so oft wie möglich, bei ruhiger Fahrweise und geringer Querbeschleunigung hinzugeschaltet, wodurch sich durch das so vergrößerte Gasvolumen ein weicheres Ansprechen der Federung ergibt. Durch eine große Bypassbohrung im Dämpfungsventil des Sockels dieser zusätzlichen dritten Kugel wird auch die Dämpfung verringert (vergleichbar mit dem Parallelschalten elektrischer Widerstände, durch das der Gesamtwiderstand nach dem Ohmschen Gesetz sinkt).
Dieser Zustand wird vom Steuergerät generell bei Geschwindigkeiten unter 30 km/h herbeigeführt.
Wenn das Steuergerät anhand der Sensorinformationen eine Überschreitung der im Kennfeld hinterlegten Grenzwerte registriert (abrupte Lenkbewegung, starke Bremsung, Nachwippen der Karosserie, schnelle enge Kurve und so weiter), trennt es die zusätzlichen Federkugeln vom Hydrauliksystem. Das nun in den verbleibenden Federkugeln kleinere Gasvolumen erzeugt eine härtere Federung. Die verbleibenden Stoßdämpferelemente mit kleineren Bypassbohrungen und steiferen Dämpfplättchen ergeben sowohl einen reduzierten Strömungsquerschnitt als auch einen höheren Strömungswiderstand für die Hydraulikflüssigkeit und somit eine straffere Dämpfung.

### Hydractiv I
Ein Steuergerät entscheidet, ob die Federung weich oder hart ist. Ist der Wählschalter im Innenraum auf „Sport“ eingestellt, ist die Federung hart.

### Hydractiv II
Ein Steuergerät entscheidet, ob die Federung weich oder hart ist. Ist der Wählschalter im Innenraum auf „Sport“ eingestellt, werden die Kennlinien verändert, sodass der Wagen schon bei geringerer Kurvengeschwindigkeit, Beschleunigung etc. auf hart geschaltet wird.

### Hydractiv III
Hydractiv III wurde eingeführt mit dem Citroën C5. Es ist die einfachste Ausführung ohne die sonst üblichen zwei Federhärten. Ab 110 km/h wird das Fahrzeug vorne um einige Millimeter abgesenkt und auf schlechter Straße bis 40 km/h vorne und hinten um 10 mm angehoben. Die elektrische Hydraulikpumpe funktioniert auch bei stehendem Fahrzeug und ermöglicht etwa das Absenken des Hecks, um den Kofferraums bequemer zu be- und entladen.

### Hydractiv III+
Hydractiv III+ wurde eingeführt mit dem Citroën C5. Sie arbeitet wie Hydractiv II, mit einer zusätzlichen automatischen Verstellung der Fahrzeughöhe wie bei Hydractiv III.

## Aufbau
Da die Federhärte der Hydropneumatik durch Druck und Volumen der Federkugeln bestimmt wird, die Dämpfung durch die Größe der Bypassbohrung in den Ventilstücken (7), lässt sich durch Hinzufügen einer (oder auch mehrerer) Federkugeln in den Hydraulikteil einer Achse eine Veränderung dieser Federungs- und Dämpfungsabstimmung erzielen.
Zu diesem Zweck wurde in die Verbindungsleitungen der Federkugelpaare einer Achse jeweils ein elektrisch angesteuertes Hydraulikventil (6) eingefügt, das auf Kommando eines elektronischen Steuergerätes (8) hin je eine zusätzliche Federkugel pro Achse in den Federungskreis einbezieht.
Das für deren Ansteuerung zuständige Steuergerät schaltet anhand hinterlegter Kennfelder auf Basis der Auswertung von 5 Sensoren (9)
- Lenkungssensor
- Geschwindigkeitssensor
- Gaspedalsensor
- Bremsdrucksensor
- Fahrzeughöhe

jeweils zwischen den beiden möglichen Abstimmungen um.

## Fahrzeuge
Citroën XM: Hydractiv I, ab Anfang 1994 Hydractiv II. Es gab auch Fahrzeuge ohne Hydractiv.
Citroën Xantia: optional Hydractiv II und als Activa zusammen mit Wankausgleich (Hydractiv).
Citroën C5: Hydractiv III, Hydractiv III+
Citroën C6: Hydractiv III+ (mit zwei Federkugeln pro Hinterrad)